# Пилион (Јужна Каролина)
Пилион (енгл. Pelion) град је у америчкој савезној држави Јужна Каролина.

## Демографија
По попису из 2010. године број становника је 674, што је 121 (21,9%) становника више него 2000. године.
| Група             | 2000.       | 2010.       |
| Белци             | 526 (95,1%) | 621 (92,1%) |
| Афроамериканци    | 4 (0,7%)    | 10 (1,5%)   |
| Азијати           | 5 (0,9%)    | 5 (0,7%)    |
| Хиспаноамериканци | 12 (2,2%)   | 38 (5,6%)   |
| Укупно            | 553         | 674         |